# Edna Mae Harris
Edna Mae Harris, née à Harlem le 29 septembre 1910 et morte le 15 septembre 1997 à New York, est une actrice américaine.

## Filmographie
- 1936 : Furie (Fury) de Fritz Lang (non-créditée)
- 1936 : Les Verts Pâturages (The Green Pastures), de Marc Connelly et William Keighley
- 1936 : Bullets or Ballots (Bullets or Ballots) de William Keighley (non-créditée)
- 1936 : Une certaine jeune fille (Private Number) (non-créditée)
- 1936 : Le Jardin d'Allah (Garden of Allah) de Richard Boleslawski (non-créditée)
- 1938 : Spirit of Youth d'Harry L. Fraser
- 1939 : Lying Lips, d'Oscar Micheaux
- 1939 : Paradise in Harlem de Joseph Seiden
- 1940 : The Notorious Elinor Lee, d'Oscar Micheaux
- 1940 : Stolen Paradise de Louis Gasnier
- 1940 : Sunday Sinners d'Arthur Dreifuss
- 1941 : Murder on Lenox Avenue d'Arthur Dreifuss